# Great Siege Tunnels
Great Siege Tunnels är en grotta i Gibraltar (Storbritannien). Den ligger i den norra delen av Gibraltar. Great Siege Tunnels ligger 220 meter över havet.